# Алиби (фильм, 1931)
«А́либи» (англ. Alibi) — британский детективный фильм режиссёра Лесли Хискотта (англ. Leslie S. Hiscott), вышедший в 1931 году, в главных ролях в котором снялись актёры Остин Тревор, Франклин Диалл и Элизабет Аллан.
Сценарий фильма основан на пьесе Майкла Мортона 1928 года с одноимённым названием, которая в свою очередь основана на романе Агаты Кристи «Убийство Роджера Экройда» о бельгийском детективе Эркюле Пуаро.
Остин Тревор утверждал, что был приглашён на роль Эркюля Пуаро так как говорил с французским акцентом. Образ Тревора не соответствует внешности литературного прототипа — у него отсутствуют усы. Это первый из трёх фильмов об Эркюле Пуаро, снятых киностудией Twickenham, после чего последовали фильмы «Чёрный кофе» и «Смерть лорда Эджвера» в 1934 году, во всех Остин Тревор играл роль Эркюля Пуаро.

## В ролях
- Остин Тревор — Эркюль Пуаро
- Франклин Дайел — сэр Роджер Экройд
- Элизабет Аллан — Урсула Браун
- Джон Генри Робертс — доктор Шеппард
- Джон Деверелл — господин Халифорд
- Рональд Уорд — Ральф Акройд
- Мэри Джерролд — миссис Экройд
- Мерсия Суинберн — Карил Шеппард
- Харви Брабан — инспектор Дэвис